# Zwembad (Efteling)
Het Zwembad was een zwembad in het Nederlandse attractiepark de Efteling. Het zwembad werd geopend op 8 augustus 1953 en gesloten op 23 oktober 1988.
Al in 1952 besprak de Efteling plannen om een zwembad te bouwen. Een jaar later, op 8 augustus 1953, opent het Zwembad tegelijk met een grote Café-Restaurant van het park.
Op 23 oktober 1988 werd het Zwembad permanent gesloten. Na de sluiting werd de leeggepompte zwembadbak omgebouwd tot een tijdelijk theater waar van 1989 tot en met 2001 verschillende parkshows werden gehouden. Na de sluiting van dit theater werd de ruimte van het Zwembad tijdelijk gebruikt als picknickveld, om in 2006 plaats te maken voor de attractie De Vliegende Hollander.
In de vroegere speeltuin van het park was van 1952 tot 2003 ook een kleiner kinderzwembad gelegen dat bekendstond als het Kinderbad. In de jaren '80 had de Efteling tevens plannen voor een subtropisch zwemparadijs, maar deze werden nooit uitgevoerd.
Lijst van attracties in de Efteling · Lijst van sprookjes in de Efteling · Afbeeldingen